# Easy Street
Easy Street (Charlot en la Calle de la Paz) es un cortometraje mudo de Charles Chaplin estrenado el 22 de enero de 1917 en los Estados Unidos, y el 5 de febrero del mismo año en el Reino Unido.

## Sinopsis
Charlot es un vagabundo que conoce a Edna en un centro de ayuda social del barrio por el que vaga. Para impresionarla, acepta ocupar un puesto vacante de policía para supervisar la conflictiva Calle de la Paz (Easy Street).
El vagabundo Charlot, ya vestido de policía, tendrá que encargarse de mantener la ley y el orden en una calle sin ley. Para ello, deberá doblegar al matón del barrio.

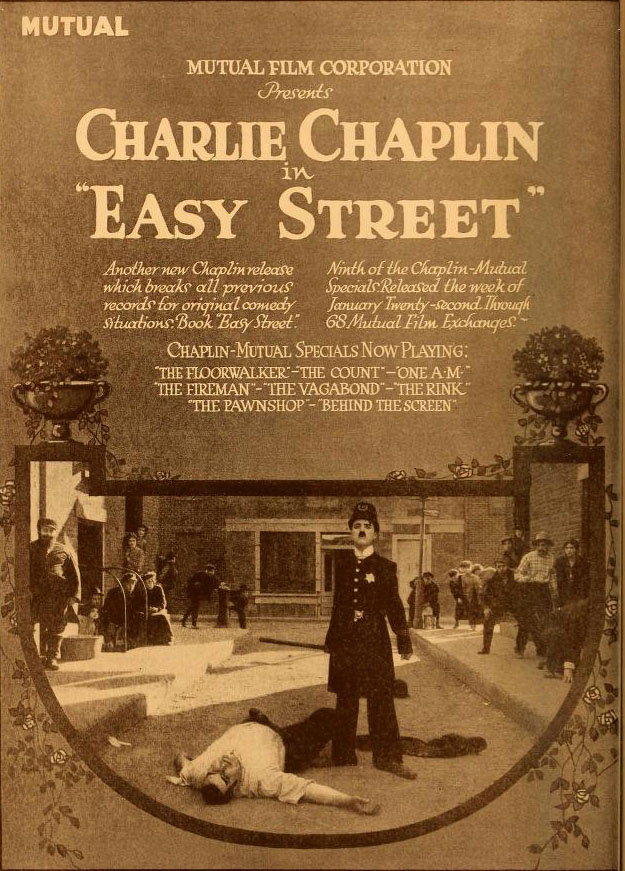
Anuncio en The Moving Picture World.

## Reparto

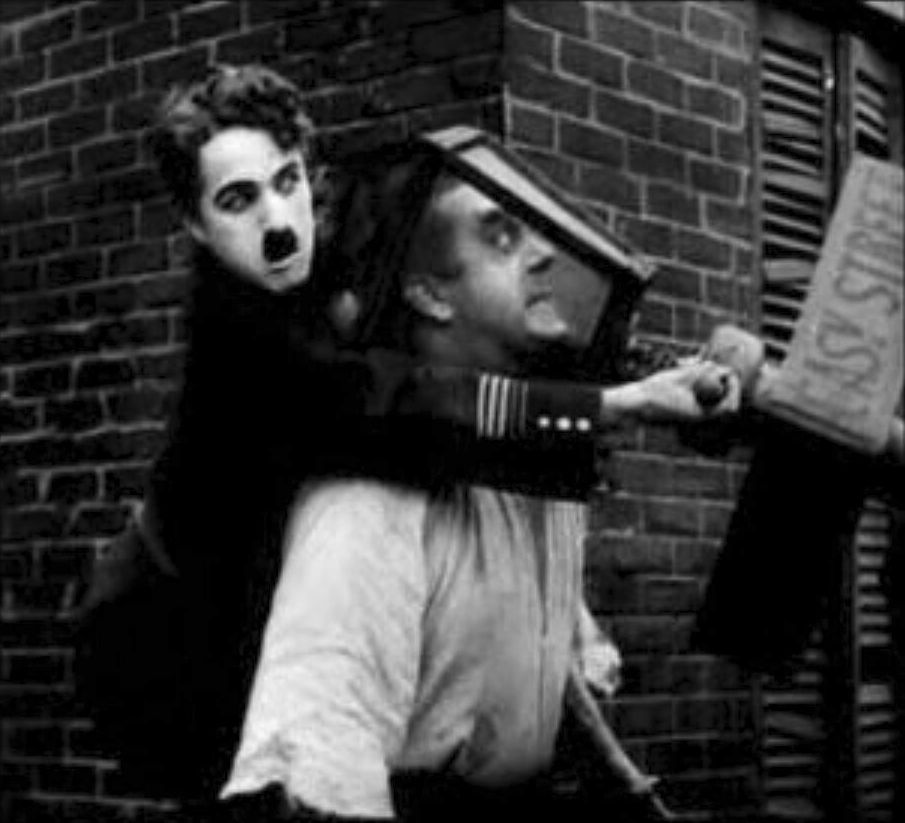
Charles Chaplin y Eric Campbell en un fotograma de la película.

- Charles Chaplin: el vagabundo metido a policía
- Edna Purviance: una trabajadora del centro de ayuda social
- Eric Campbell: el matón
- Albert Austin: un policía
- Lloyd Bacon: un adicto a la heroína
- Henry Bergman: un anarquista
- Frank J. Coleman:[7] un policía
- William Gillespie[8] (sin acreditar): otro adicto a la heroína.
- James T. Kelley:[9] un policía.
- Charlotte Mineau:[10] esposa del matón.
- John Rand:[11] un policía.
- Janet Miller Sully[12] (sin acreditar): otra trabajadora del centro de ayuda social.
- Loyal Underwood[13] (s. a.): otro policía.
- Erich von Stroheim Jr.[14] (s. a.): el niño de pecho.
- Leo White: otro policía.
- Tom Wood:[15] el jefe de policía.